# Jane Jamieson
Jane Jamieson, född 23 juni 1975, är en australisk friidrottare. Hon deltog vid olympiska sommarspelen 1996 och olympiska sommarspelen 2000.